# Демидово (Талицкое сельское поселение)
Демидово — деревня в Кирилловском районе Вологодской области.
Входит в состав Талицкого сельского поселения, с точки зрения административно-территориального деления — в Талицкий сельсовет.
Расстояние по автодороге до районного центра Кириллова — 68,5 км, до центра муниципального образования Талиц — 3,5 км. Ближайшие населённые пункты — Бардуха, Леониха, Черницыно, Петровское, Трунино.
По переписи 2002 года население — 26 человек (9 мужчин, 17 женщин). Всё население — русские.